# كيلي فاميلي
كيلي فاميلي أو عائلة كيلي (بالإنجليزية: The Kelly Family)‏ هي فرقة موسيقية أمريكية أوروبية مكونة من عائلة متعددة الأجيال. تقدم أنواعا متعددة من موسيقى البوب البوب روك والموسيقى الفولكلورية. حققت الفرقة نجاحا بحفلاتها المتعددة خصوصا في أوروبا وأنحاء مختلفة من العالم، خاصة في ألمانيا ودول البينيلوكس وإسكندنافيا وشرقي أوروبا وإسبانيا والبرتغال. باعت اسطوانات الفرقة مايزيد عن 20 مليون نسخة منذ أوائل الثمانينيات.
لعدة سنوات ظهرت الفرقة بصورة غجرية فريدة من نوعها، وكذلك أسلوب حياة التنقل أو الرحالة. ويبدو هذا جليا في ملابسهم الفلكلورية المميزة، وطريقة تصفيفهم للشعر الطويل لجميع أعضاء الفرقة. وكذلك في طرقة سفرهم حول أوروبا عبر حافلة ذات طابقين، و«قارب منزلي» Houseboat. وفي الأعوام الأخيرة قدموا أنفسهم بمظهر أكثر عصرية.
تعود جذور الفرقة إلى العام 1966 عندما انتقلت باربرا ودانيال كيلي برفقة أطفال دانيال من زواج سابق «داني كارولين كايثي وبول» من الولايات المتحدة إلى إسبانيا، حيث قاموا بالغناء في عدد من الحفلات والمهرجانات المحلية، واشتهروا كفاية ليظهروا على التلفزيون الإسباني في العام 1971.
بعد سنوات من الترحال والتجوال، وقعوا عقدا في ألمانيا العام 1977.
أول أغنياتهم التي احتلت قمة التصنيفات كانت في العام 1982 Who'll Come With Me التي احتلت المركز الأول في هولندا وبلجيكا، إضافة لتصنيفها في المراتب العشرين الأول في ألمانيا.
بعد وفاة الأم باربرا في العام 1982 وإصابة الأب بجلطة في العام 1990، قام الأبناء والبنات بمواصلة تسجيل الأغاني وتقديم العروض. إلا أن الأب ظل شخصية أساسية في الفرقة.
في التسعينيات تمتعت الفرقة بأكبر نجاح لها على الإطلاق، فألبوم Over the Hump الذي صدر في 1994، بيع منه أكثر من 3.5 مليون نسخة في ألمانيا وحدها (ليصبح أكبر نسبة بيع لألبوم موسيقي البوب في تاريخ ألمانيا).
كما بيع منه 4.5 مليون نسخة في أنحاء أوروبا.
وللترويج للألبوم قدموا في 1995 حفلا في فيينا بالنمسا حضره 250.000 شخص. في نفس السنة قدموا في وستفولنهال دورتموند تسع حفلات متتالية، وهو مالم يحققه أي موسيقي منذ ذاك الوقت. في 1996 احتلت أنبائهم العناوين بعد قيامهم بأول «جولة استاد» للفرقة. كما تحصلو على فرصة نادرة للغناء في الصين في حفل حضره 20.000 شخص. استمر النجاح حتى ظهر عدم الاتفاق بين أعضاء في الفرقة حول بعض الأمور وذلك في العام 2000.

## أعضاء الفرقة السابقين والحاليين
- دانيال جيروم «دان» كيلي 11 أكتوبر 1930 - 5 أغسطس 2002
- باربارا آن كيلي 2 يونيو 1946 - 10 نوفمبر 1982

### «الأطفال»
| الاسم                        | الميلاد        | تاريخ الميلاد                            | ملاحظات                                                                         |
| ---------------------------- | -------------- | ---------------------------------------- | ------------------------------------------------------------------------------- |
| دانيال جيروم "داني" كيلي     | 1961           | الولايات المتحدة                         | لديه مشاكل صحية لم ينخرط في أي جولة للفرقة                                      |
| كارولاين كيلي                | 1962           | الولايات المتحدة                         | تعمل كممرضة في الولايات المتحدة                                                 |
| كاثلين آن "كاثي" كيلي        | 6 مارس 1963    | ليونمنستير، ماساشوسيتس، الولايات المتحدة | لديه ولد واحد وهي مطلقة، سبق لها الانخراط في الفرقة كما أنها تقوم بحفلات منفردة |
| باول كيلي                    | 16 مارس 1964   | الولايات المتحدة                         | مؤخرا انضم مجددا للفرقة (5 أبناء وفتاة واحدة)                                   |
| جون مايكل "جوني" كيلي        | 8 مارس 1967    | تلافيرا دي لاريينا، إسبانبا              | متزوجة                                                                          |
| ماريا باتريشا "باتريشا" كيلي | 25 نوفمبر 1969 | غامونال، إسبانيا                         | متزوجة (لديها ولدان)                                                            |
| جيمس فيكتور "جيمي" كيلي      | 18 فبراير 1971 | غامونال، إسبانيا                         | متزوجة (لديها ابنتان)                                                           |
| جوزيف ماريا "جوزيف" كيلي     | 20 ديسمبر 1972 | توليدو، إسبانيا                          | متزوج (لديه ولدان وابنة واحدة)                                                  |
| باربرا آن "باربي" كيلي       | 28 أبريل 1975  | برشلونة، إسبانيا                         | غادرت الفرقة في 2002 حيث يعتقد أن السبب كان المرض                               |
| مايكل باتريك "بادي" كيلي     | 5 ديسمبر 1977  | دبلن، آيرلندا                            | غنى مع الفرقة متوقف حاليا (يعيش في جنوب فرنسا)                                  |
| أنجيلو غابريال كيلي          | 23 ديسمبر 1981 | بامبلونا، إسبانيا                        | متزوج ولديه ولد وإبنتان                                                         |

## وصلات خارجية
- كيلي فاميلي على موقع ميوزك برينز (الإنجليزية)
- كيلي فاميلي على موقع أول ميوزيك (الإنجليزية)
- كيلي فاميلي على موقع ديسكوغز (الإنجليزية)

- الموقع الرسمي